# Juegos Parapanamericanos
Los Juegos Parapanamericanos son eventos deportivos para atletas con discapacidad del continente americano. Comenzaron a realizarse en 1967 en Winnipeg con el nombre de Juegos Panamericanos para Parapléjicos. Posteriormente se llevaron a cabo en Buenos Aires (1969), Kingston (1971), Lima (1973), Ciudad de México (1975), Río de Janeiro (1978), Halifax (1982), Aguadilla (1986), Caracas (1990) y Buenos Aires (1995).
En 1999 el evento fue organizado por primera vez por el Comité Paralímpico de las Américas, con apoyo del Comité Paralímpico Internacional, realizándose en México, bajo el nombre de I Juegos Parapanamericanos. Desde entonces, se realizan inmediatamente después de los Juegos Panamericanos y, desde la edición de 2007, en la misma ciudad en que se desarrollan estos últimos.
Un gran impulso para los Juegos Parapanamericanos fue la decisión de que se convirtieran en un evento de clasificación para los Juegos Paralímpicos, cuya primera edición ocurrió en Roma en 1960.
En Mar del Plata 2003, compitieron aproximadamente 1500 atletas de 28 países en 9 deportes. En Río de Janeiro 2007, participaron 1150 atletas de 25 naciones en 10 deportes; en esta edición, se utilizó un mismo Comité organizador tanto para los Panamericanos como los Parapanamericanos. En Guadalajara 2011, compitieron cerca de 1300 atletas provenientes de 26 países en 13 deportes. En Lima 2019 participaron, al menos, 1890 para atletas provenientes de 33 países.

## Ediciones
| Año  | Evento                        | Sede                 | Sede              | Sede      | Duración                        | Países | País ganador | País ganador |
| ---- | ----------------------------- | -------------------- | ----------------- | --------- | ------------------------------- | ------ | ------------ | ------------ |
| 1999 | I Juegos Parapanamericanos    | Bandera de México    | Ciudad de México  | México    | 4 al 14 de noviembre            | 18     | México       |              |
| 2003 | II Juegos Parapanamericanos   | Bandera de Argentina | Mar del Plata     | Argentina | 3 al 10 de diciembre            | 22     | México       |              |
| 2007 | III Juegos Parapanamericanos  | Bandera de Brasil    | Río de Janeiro    | Brasil    | 12 al 19 de agosto              | 25     | Brasil       |              |
| 2011 | IV Juegos Parapanamericanos   | Bandera de México    | Guadalajara       | México    | 12 al 20 de noviembre           | 24     | Brasil       |              |
| 2015 | V Juegos Parapanamericanos    | Bandera de Canadá    | Toronto           | Canadá    | 7 al 15 de agosto               | 28     | Brasil       |              |
| 2019 | VI Juegos Parapanamericanos   | Bandera de Perú      | Lima              | Perú      | 23 de agosto al 1 de septiembre | 30     | Brasil       |              |
| 2023 | VII Juegos Parapanamericanos  | Bandera de Chile     | Santiago de Chile | Chile     | 17 al 26 de noviembre           | 33     | Brasil       |              |
| 2027 | VIII Juegos Parapanamericanos | Bandera de Perú      | Lima              | Perú      | 12 al 21 de agosto              |        |              |              |

### Anfitrión por país
Nota: Actualizado hasta  Lima 2027.
| País      | Sedes |
| --------- | ----- |
| México    | 2     |
| Perú      | 2     |
| Argentina | 1     |
| Brasil    | 1     |
| Chile     | 1     |
| Canadá    | 1     |

## Deportes
Los siguientes deportes son los oficiales en el calendario parapanamericano, pero varía según el calendario de cada sede.
| - Atletismo - Bádminton - Baloncesto en silla de ruedas - Boccia - Ciclismo - Ciclismo de pista - Ciclismo de ruta - Equitación | - Esgrima en silla de ruedas - Fútbol 5 - Fútbol 7 - Golbol - Judo - Levantamiento de pesas - Natación - Taekwondo | - Rugby en silla de ruedas - Tenis de mesa - Tenis en silla de ruedas - Tiro deportivo - Tiro con arco - Voleibol sentado |
| | | |

### Países participantes
A continuación, los países participantes junto al código COI de cada uno:
- Antigua y Barbuda  (ANT)
- Argentina  (ARG)
- Aruba  (ARU)
- Barbados  (BAR)
- Bermudas  (BER)
- Brasil  (BRA)
- Canadá  (CAN)
- Chile  (CHI)
- Colombia  (COL)
- Costa Rica  (CRC)
- Cuba  (CUB)
- Dominica  (DMA)
- Ecuador  (ECU)
- El Salvador  (ESA)
- Estados Unidos  (USA)
- Granada  (GRN)
- Guatemala  (GUA)
- Guyana  (GUY)
- Haití  (HAI)
- Honduras  (HON)
- Islas Vírgenes de los Estados Unidos  (ISV)
- Jamaica  (JAM)
- México  (MEX)
- Nicaragua  (NCA)
- Panamá  (PAN)
- Paraguay  (PAR)
- Perú  (PER)
- Puerto Rico  (PUR)
- República Dominicana  (DOM)
- San Vicente y las Granadinas  (VIN)
- Trinidad y Tobago  (TTO)
- Uruguay  (URU)
- Venezuela  (VEN)

## Cuadro de medallas 1999-2023
Medallas totales de cada país obtenidas a lo largo de las ediciones de los Juegos Parapanamericanos.
| Medallero de los Juegos Parapanamericanos | Medallero de los Juegos Parapanamericanos | Medallero de los Juegos Parapanamericanos | Medallero de los Juegos Parapanamericanos | Medallero de los Juegos Parapanamericanos | Medallero de los Juegos Parapanamericanos |
| ----------------------------------------- | ----------------------------------------- | ----------------------------------------- | ----------------------------------------- | ----------------------------------------- | ----------------------------------------- |
| Pos                                       | País                                      | Oro                                       | Plata                                     | Bronce                                    | Total                                     |
| 1                                         | Brasil (BRA)                              | 741                                       | 522                                       | 447                                       | 1710                                      |
| 2                                         | México (MEX)                              | 431                                       | 422                                       | 352                                       | 1205                                      |
| 3                                         | Estados Unidos (USA)                      | 275                                       | 297                                       | 257                                       | 829                                       |
| 4                                         | Argentina (ARG)                           | 206                                       | 236                                       | 268                                       | 710                                       |
| 5                                         | Canadá (CAN)                              | 155                                       | 168                                       | 165                                       | 488                                       |
| 6                                         | Colombia (COL)                            | 148                                       | 171                                       | 168                                       | 487                                       |
| 7                                         | Cuba (CUB)                                | 119                                       | 89                                        | 74                                        | 282                                       |
| 8                                         | Venezuela (VEN)                           | 76                                        | 90                                        | 128                                       | 294                                       |
| 9                                         | Chile (CHI)                               | 36                                        | 42                                        | 45                                        | 123                                       |
| 10                                        | Perú (PER)                                | 19                                        | 19                                        | 33                                        | 71                                        |
| 11                                        | Uruguay (URU)                             | 17                                        | 15                                        | 12                                        | 44                                        |
| 12                                        | Ecuador (ECU)                             | 15                                        | 14                                        | 17                                        | 46                                        |
| 13                                        | Costa Rica (CRC)                          | 9                                         | 11                                        | 11                                        | 31                                        |
| 14                                        | Puerto Rico (PUR)                         | 9                                         | 6                                         | 9                                         | 24                                        |
| 15                                        | Jamaica (JAM)                             | 7                                         | 12                                        | 6                                         | 25                                        |
| 16                                        | Trinidad y Tobago (TRI)                   | 5                                         | 1                                         | 3                                         | 4                                         |
| 17                                        | Bermudas (BER)                            | 4                                         | 2                                         | 0                                         | 6                                         |
| 18                                        | El Salvador (ESA)                         | 3                                         | 2                                         | 1                                         | 6                                         |
| 19                                        | Guatemala (GUA)                           | 1                                         | 0                                         | 1                                         | 2                                         |
| 20                                        | República Dominicana (DOM)                | 0                                         | 7                                         | 9                                         | 16                                        |
| 21                                        | Panamá (PAN)                              | 0                                         | 3                                         | 1                                         | 4                                         |
| 22                                        | Bolivia (BOL)                             | 0                                         | 1                                         | 1                                         | 2                                         |
| 23                                        | Nicaragua (NIC)                           | 0                                         | 0                                         | 4                                         | 4                                         |
| 24                                        | Aruba (ARU)                               | 0                                         | 0                                         | 1                                         | 1                                         |
| 24                                        | Paraguay (PAR)                            | 0                                         | 0                                         | 1                                         | 1                                         |
|                                           |                                           | 2276                                      | 2130                                      | 2014                                      | 6420                                      |